# Сенирбаев, Турдукул
Турдукул Сенирбаев (кирг. Турдукул Сеңирбаев; 1898 год, с. Ак-Башат, Беловодский участок, Пишпекский уезд, Семиреченская область, Российская империя — 10 марта 1978 года) — председатель колхоза имени Панфилова Петровского района Фрунзенской области, Киргизская ССР. Герой Социалистического Труда (1957).

## Биография
Родился в 1898 году в крестьянской семье в селе Ак-Башат Беловодского участка Пишпекского уезда (ныне — Московский район Чуйской области).
В начале 1930 года принимал активное участие в организации колхоза «Ак-Башат». Был секретарём этого колхоза. После обучения бухгалтерскому делу с 1931 по 1935 года трудился бухгалтером в этом же колхозе.
С 1935 года — председатель сельсовета в селе Ак-Башат. В 1937 году вступил в ВКП(б).
С 1937 года — начальник земельного управления Калининского района. В последующие годы избран председателем колхоз «III Интернационал» Калининского района, в течение 6 лет возглавлял отдел земельного управления Петровского района.
В 1954 году избран председателем колхоза «Орто-Суу» (позднее — имени Панфилова) Петровского района. За два года вывел колхоз в число передовых сельскохозяйственных предприятий Фрунзенской области. Указом Президиума Верховного Совета СССР от 15 февраля 1957 года «за выдающиеся успехи, достигнутые в деле увеличения производства сахарной свёклы, хлопка и продуктов животноводства, широкое применение достижений науки и передового опыта в возделывании хлопчатника, сахарной свёклы и получение высоких и устойчивых урожаев этих культур» удостоен звания Героя Социалистического Труда с вручением Ордена Ленина и золотой медали Серп и Молот.
В 1960 году вышел на пенсию. С 1969 года — персональный пенсионер союзного значения.
Скончался 10 марта 1978 года.
Награды
- Герой Социалистического Труда
- Орден Ленина
- Медаль «За доблестный труд в Великой Отечественной войне 1941—1945 гг.»
- Почётная Грамота Президиума Верховного Совета Киргизской ССР.